# Oligoryzomys chacoensis
Oligoryzomys chacoensis és una espècie de mamífer rosegador de la família dels cricètids. Viu al sud-est de Bolívia, l'oest del Paraguai, el sud-oest del Brasil i el nord de l'Argentina. Es tracta d'una espècie comuna. Els seus hàbitats naturals són el chaco i el cerrado. És una espècie en risc mínim, és a dir, no sembla que hi hagi cap amenaça significativa per a la seva supervivència.